# Rookie Blue
Rookie Blue er en canadisk politiserie skabt af Morwyn Brebner, Tassie Cameron og Ellen Vanstone, og havde premiere den 24. juni 2010. Serien havde dansk tv-premiere 3. september 2012 på DR HD, og sendes nu på DR3.